# Gold on the Ceiling
Gold on the Ceiling è un singolo del Duo musicale statunitense The Black Keys, pubblicato il 25 febbraio 2012 come secondo estratto dal settimo album in studio El Camino.

## Video musicale
Il video, diretto da Reid Long, è stato pubblicato il 7 febbraio 2012 e mostra immagini della band in concerto. Nel maggio 2012 è stato pubblicato anche un secondo video ufficiale, diretto da Harmony Korine, che mostra i membri della band vestiti da neonati trasportati da due Doppelgänger.

## Tracce
1. Gold on the Ceiling – 3:44

## Classifiche
| Classifica (2012–13)      | Posizione massima |
| ------------------------- | ----------------- |
| Australia                 | 34                |
| Canada                    | 51                |
| Islanda                   | 1                 |
| Regno Unito               | 57                |
| Stati Uniti               | 94                |
| Stati Uniti (alternative) | 1                 |
| Stati Uniti (rock)        | 2                 |

## Nella cultura di massa
Il brano è stato utilizzato in molti programmi televisivi e videogiochi, tra cui MLB 12: The Show, Rocksmith e NCIS - Unità anticrimine (stagione 9, episodio 19). Il brano è stato utilizzato per la show In onda nel 2012 su LA7 e nel film Point Break (film 2015) durante la scena del surf.